# Mesoleius nigrans
Mesoleius nigrans là một loài tò vò trong họ Ichneumonidae.